# 自衛隊滋賀地方協力本部
自衛隊滋賀地方協力本部（じえいたいしがちほうきょうりょくほんぶ、Shiga Provincial Cooperation Office）は、滋賀県大津市京町3丁目1番1号大津びわ湖合同庁舎5階 に所在する、自衛隊地方協力本部のひとつ。陸・海・空自衛隊共同の機関だが、通常は陸上自衛隊の中部方面総監の指揮監督下にある。管轄する地域における防衛省・自衛隊の総合窓口として滋賀県管内で活動する。

## 沿革
- 1955年（昭和30年）9月1日 - 陸上自衛隊の機関として陸上自衛隊滋賀地方連絡部が編成[2]。
- 1956年（昭和31年）8月1日 - 自衛隊法施行令の一部改正により地方連絡部が陸海空自衛隊の共同機関となり、自衛隊滋賀地方連絡部に改編[3]。
- 2006年（平成18年）7月31日 - 自衛隊滋賀地方協力本部に改編。

## 出先機関
- 彦根地域事務所　担当地区：彦根市、長浜市、米原市、多賀町、甲良町、豊郷町
- 近江八幡地域事務所　担当地区：近江八幡市、東近江市、愛荘町、日野町、竜王町
- 高島地域事務所　担当地区：高島市
- 草津地域事務所　担当地区：草津市、野洲市、守山市、栗東市、湖南市、甲賀市
- 大津募集案内所　担当地区：大津市

## 主要幹部
| 官職名                   | 階級    | 氏名     | 補職発令日     | 前職            |
| ------------------------ | ------- | -------- | -------------- | --------------- |
| 自衛隊滋賀地方協力本部長 | 1等陸佐 | 𠮷田修造 | 2023年08月01日 | 第4高射特科群長 |

| 代 | 階級    | 氏名       | 在職期間                                                    | 出身校・期                       | 前職                                            | 後職                                                           |
| -- | ------- | ---------- | ----------------------------------------------------------- | -------------------------------- | ----------------------------------------------- | -------------------------------------------------------------- |
| 01 | 2等陸佐 | 松山一     | 1955年09月01日 - 1959年01月04日                             | 京都帝国大学 昭和12年卒          | 陸上自衛隊業務学校会計教育課長                  | 陸上幕僚監部会計課給与班長                                     |
| 02 | 2等陸佐 | 七山正治   | 1959年01月05日 - 1960年07月31日                             | 関西大学 昭和11年卒              | 第8会計隊長 兼 第8混成団本部会計課長            | 陸上自衛隊業務学校付                                           |
| 03 | 1等陸佐 | 羽柴正一   | 1960年08月01日 - 1962年03月15日                             | 陸士46期・ 陸大57期              | 第4普通科連隊長                                 | 西部方面総監部監察官                                           |
| 04 | 2等陸佐 | 青山基三   | 1962年03月16日 - 1965年07月15日 ※1964年07月01日 1等陸佐昇任 | 中央大学 昭和17年卒              | 第14普通科連隊副連隊長 （2等陸佐）              | 中部方面総監部業務室長                                         |
| 05 | 1等陸佐 | 佐久間明   | 1965年07月16日 - 1967年03月15日                             | 駒澤大学                         | 北部方面総監部厚生課長                          | 伊丹駐とん地業務隊長                                           |
| 06 | 1等陸佐 | 安岡幸吉   | 1967年03月16日 - 1968年07月15日                             | 陸士56期                         | 第7師団司令部第1部長                            | 第10特科連隊長 兼 豊川駐とん地司令                             |
| 07 | 2等陸佐 | 岡今朝像   | 1968年07月16日 - 1970年07月15日 ※1969年01月01日 1等陸佐昇任 | 陸士53期                         | 第109教育大隊長 兼 大津駐とん地司令 （2等陸佐） | 自衛隊滋賀地方連絡部勤務                                       |
| 08 | 1等陸佐 | 三谷彦太郎 | 1970年07月16日 - 1971年07月15日                             | 同志社大学                       | 東北方面総監部法務課長                          | 守山駐とん地業務隊長                                           |
| 09 | 1等陸佐 | 根木義務   | 1971年07月16日 - 1974年07月15日                             | 関西大学専 昭和17年卒            | 第109教育大隊長 兼 大津駐とん地司令             | 陸上自衛隊関西地区補給処勤務                                   |
| 10 | 1等陸佐 | 岡根洋一   | 1974年07月16日 - 1977年07月31日                             | 陸士60期・ 新居浜工専 昭和23年卒 | 中部方面総監部第3部勤務                         | 陸上自衛隊関西地区補給処勤務                                   |
| 11 | 1等陸佐 | 馬渡史郎   | 1977年08月01日 - 1979年07月31日                             | 明治学院大学 昭和30年卒          | 中部方面総監部第1部勤務                         | 千僧駐とん地業務隊長                                           |
| 12 | 1等陸佐 | 植村國雄   | 1979年08月01日 - 1981年07月31日                             | 立命館大学 昭和28年卒            | 陸上自衛隊幹部候補生学校勤務                    | 陸上自衛隊関西地区補給処総務部長                               |
| 13 | 1等陸佐 | 藤井明     | 1981年08月01日 - 1983年07月31日                             | 岐阜大学 昭和29年卒              | 北部方面総監部人事部勤務                        | 海田市駐屯地業務隊長                                           |
| 14 | 1等陸佐 | 山下正雄   | 1983年08月01日 - 1985年08月07日                             | 愛知大学                         | 日本原駐屯地業務隊長                            | 中部方面総監部監察官付                                         |
| 15 | 1等陸佐 | 河野仁志   | 1985年08月08日 - 1987年07月31日                             | 松山農大 昭和32年卒              | 日本原駐屯地業務隊長                            | 八尾駐屯地業務隊長                                             |
| 16 | 1等陸佐 | 安藤正武   | 1987年08月01日 - 1989年07月31日                             | 防大7期                          | 第1普通科連隊長                                 | 防衛大学校教授                                                 |
| 17 | 1等陸佐 | 内田芳郎   | 1989年08月01日 - 1991年03月15日                             | 防大8期                          | 陸上幕僚監部調査部勤務                          | 統合幕僚会議事務局第4幕僚室 後方補給計画調整官 兼 総括班長     |
| 18 | 1等海佐 | 長谷川語   | 1991年03月16日 - 1993年03月23日                             | 防大10期                         | 第42護衛隊司令                                  | 第1護衛隊群司令                                                |
| 19 | 1等海佐 | 泉旭       | 1993年03月24日 - 1995年03月22日                             | 防大11期                         | 第4航空群司令部首席幕僚                         | 海上自衛隊幹部学校主任研究開発官                               |
| 20 | 1等陸佐 | 武縄正     | 1995年03月23日 - 1997年03月25日                             | 防大15期                         | 陸上幕僚監部調査部調査第2課 調査第3班長         | 統合幕僚会議事務局第4幕僚室 後方補給運用調整官 兼 後方補給班長 |
| 21 | 事務官  | 松本弘     | 1997年03月26日 - 1999年03月31日                             | 法政大学 昭和43年卒              | 技術研究本部第3研究所管理部 総務課長            | 防衛医科大学校事務局経理部 主計課長                            |
| 22 | 事務官  | 小野善輝   | 1999年04月01日 - 2001年03月31日                             | 中央大学 昭和45年卒              | 防衛庁運用局運用課国際協力室長                  | 防衛庁管理局会計課会計管理官                                   |
| 23 | 1等陸佐 | 伊藤善寛   | 2001年04月01日 - 2003年03月31日                             | 防大22期                         | 陸上幕僚監部監理部会計課経理班長                | 西部方面会計隊長                                               |
| 24 | 1等陸佐 | 岡澤和美   | 2003年04月01日 - 2005年03月31日                             | 防大17期                         | 東北方面総監部調査部長                          | 陸上自衛隊幹部学校総務部長                                     |
| 25 | 事務官  | 岩渕隆男   | 2005年04月01日 - 2007年08月31日                             | 明治大学 昭和53年卒              | 長官官房文書課国際室長                          | 技術研究本部総務部会計課長                                     |
| 26 | 1等陸佐 | 相良雅司   | 2007年09月01日 - 2009年07月31日                             | 防大24期                         | 研究本部主任研究開発官                          | 陸上自衛隊富士学校機甲科部副部長                               |
| 27 | 1等陸佐 | 西前英成   | 2009年08月01日 - 2011年04月18日                             | 防大27期                         | 北部方面会計隊長                                | 陸上自衛隊中央会計隊副隊長                                     |
| 28 | 1等陸佐 | 甲斐田幸輝 | 2011年04月19日 - 2013年03月31日                             | 防大29期                         | 第7高射特科群長 兼 竹松駐屯地司令               | 統合幕僚学校教育課第2教官室長                                  |
| 29 | 事務官  | 坂部誠     | 2013年04月01日 - 2015年07月31日                             | 龍谷大学 昭和61年卒              | 防衛省大臣官房秘書課人事企画官                  | 防衛省大臣官房秘書課付                                         |
| 30 | 1等陸佐 | 惠谷昇平   | 2015年08月01日 - 2017年07月31日                             | 防大35期                         | 第11普通科連隊長                                | 第3師団司令部幕僚長                                            |
| 31 | 1等陸佐 | 大津勝利   | 2017年08月01日 - 2019年07月31日                             | 防大33期                         | 第3特科隊長 兼 姫路駐屯地司令                   | 陸上自衛隊教育訓練研究本部勤務                                 |
| 32 | 1等陸佐 | 河野淳司   | 2019年08月01日 - 2021年09月29日                             | 防大35期                         | 第13旅団司令部幕僚長                            | 陸上自衛隊教育訓練研究本部主任教官                             |
| 33 | 1等陸佐 | 淺田健     | 2021年09月30日 - 2023年07月31日                             | 防大37期                         | 陸上自衛隊富士学校普通科部教育課長              | 中部方面総監部監察官                                           |
| 34 | 1等陸佐 | 𠮷田修造   | 2023年08月01日 -                                            | 防大39期                         | 第4高射特科群長                                 |                                                                |